# 阿根廷国家参议院

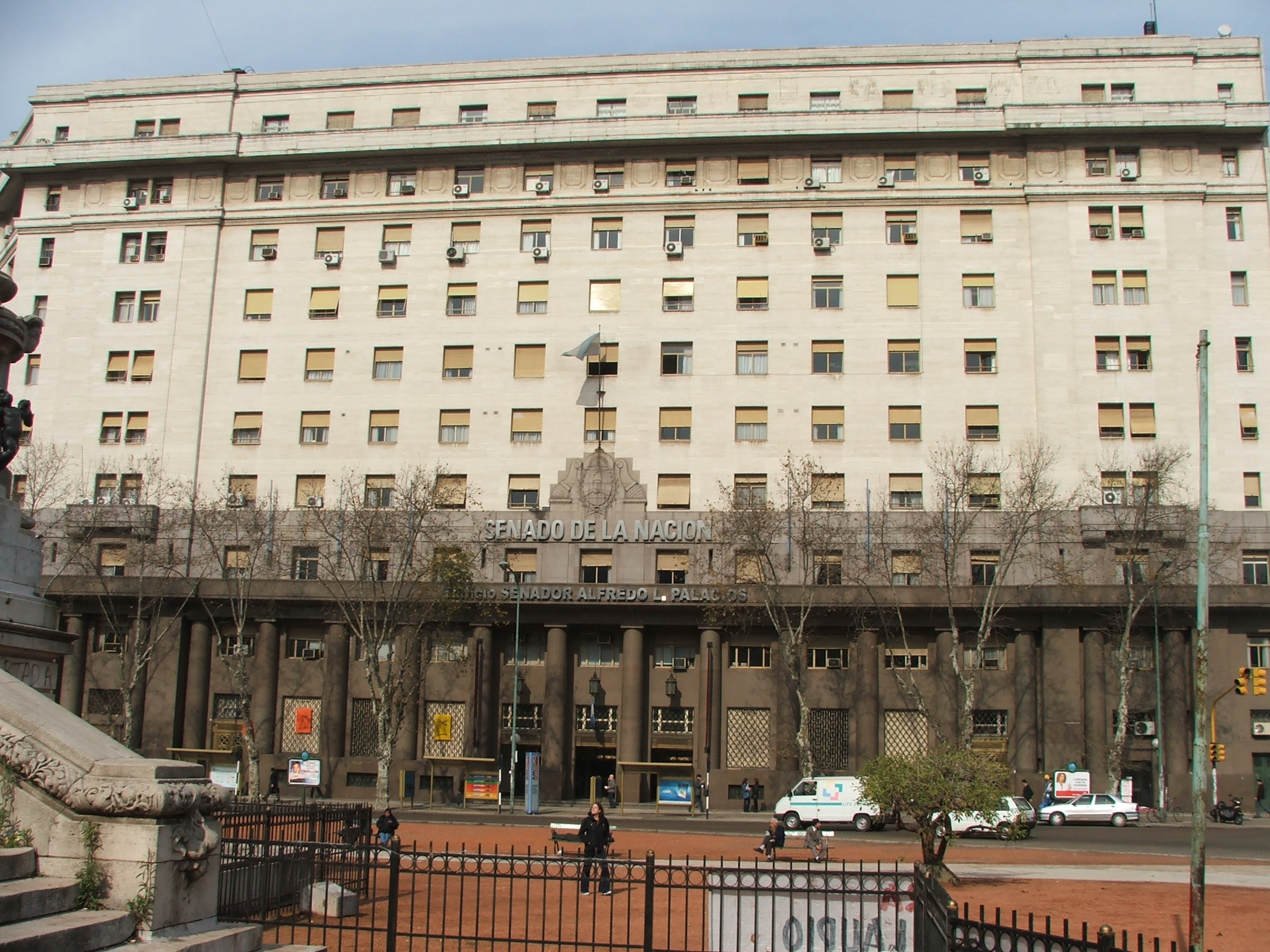
阿尔弗雷多·帕拉西奥斯参议院办公大楼

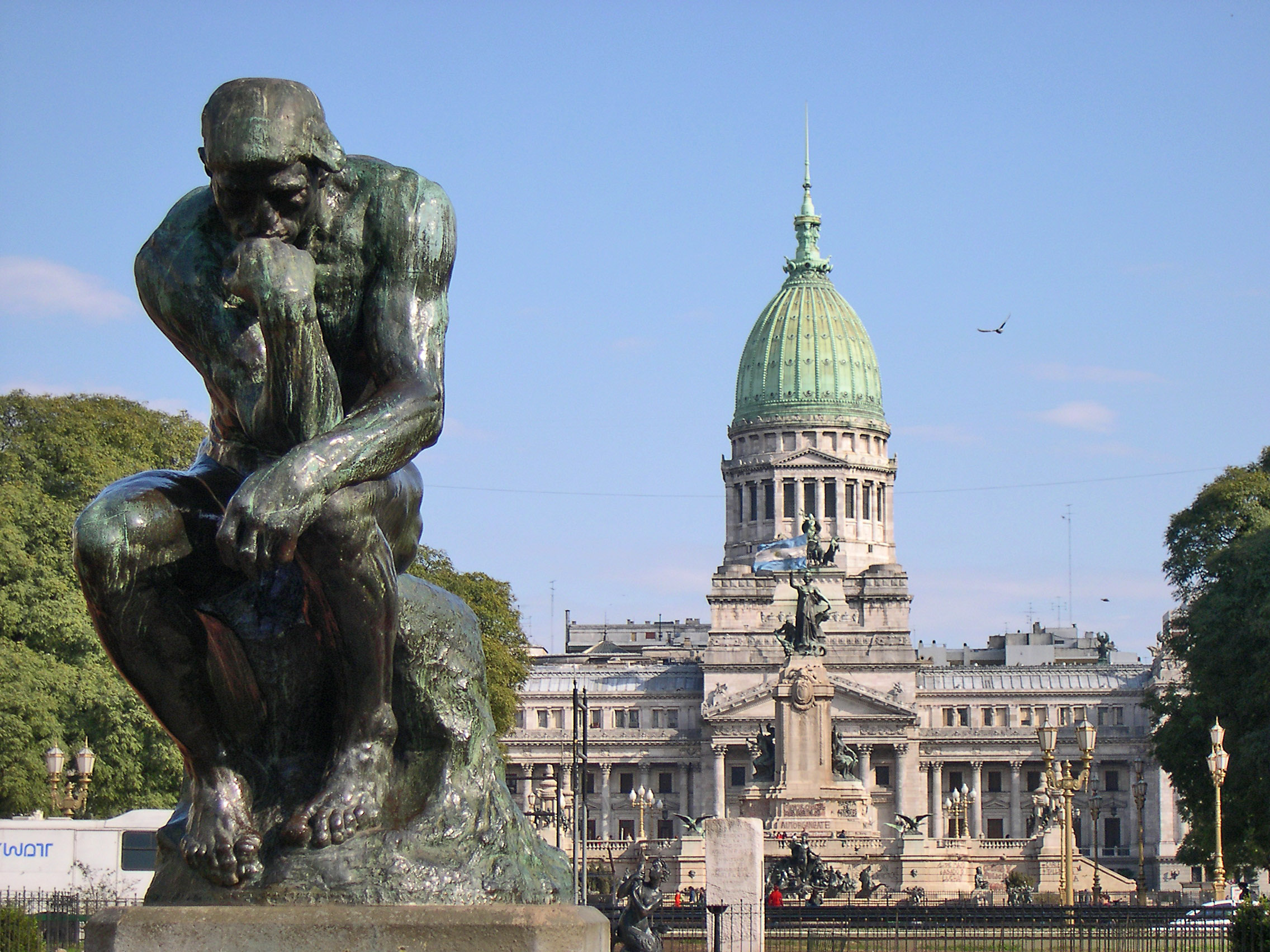
布宜诺斯艾利斯的阿根廷国会宫

阿根廷国家参议院（Honorable Senado de la Nación Argentina）是阿根廷国会的上议院。其设立及权力基于阿根廷宪法。参议院是高级联邦机关，每名参议员代表其所在联邦省。副总统任参议院议长主持会议，除了在平局的特殊情形外没有投票权。会议地点在阿根廷国会宫的南翼。

## 簡介
参议院由每个联邦省及布宜诺斯艾利斯自治市选出的三名参议员组成，任期六年。参议员在其所代表的联邦省或首都特区通过直接选举产生，每两年改选三分之一。每个选区的两个席位由多数党出任，而第三个席位由第二多数党出任。副总统任参议院议长主持会议，没有投票权，仅在投票出现平局时投票。
参议院的设置初衷是一个具有独特特点的机构。当某一政党赢得大选及众议院多数席位时，参议院可以制衡这种绝对的权力。此外，每两年改选一名参议员也可以防止某一政党在一次选举中赢得某一省的绝对权力。
参议院拥有众议院所没有的特别权利。包括宣战权、任命由总统提名的法官、驻外大使、军队高级将领以及推动联邦性税务法。此外还负责弹劾众议员，因为参议院的议员在职时间更长，人数更少所以其本身被认为是一个比众议院更为严谨的机构。

## 成员和选举

### 要求
当选参议员的要求：至少30岁，作为阿根廷公民至少六年，出生在其所代表省份，或在其定居至少两年。

### 选举
参议院每两年改选三分之一的议员。参议员通过直接选举选出，任期六年，没有连任限制。每个联邦省选出三名参议员，如果同一政党赢得两名参议员席位，不得再参选第三个席位。

## 现任议员
阿根廷国会参议院由72名参议员组成。由23个联邦省及布宜诺斯艾利斯自治市各选出三名，任期六年。